# Ussurijsk
Ussurijsk (rusko Уссури́йск) mesto v Primorskem okraju v Rusiji v dolini reke Razdolnaja. Mesto leži 98 km severno od Vladivostoka, upravnega središča okraja in okrog 60 km od rusko-kitajske meje ter od Tihega oceana.
Predhodno je bil znan kot Nikolskoje (do 1898), Nikolsk-Ussurijski (do 1935), Vorošilov (do 1957).

## Zgodovina
Leta 1866 je bilo na območju današnjega Ussurijska ustanovljeno naselje Nikolskoje (Нико́льское), poimenovano po svetem Nikolaju. Zaradi svoje ugodne lege na presečišču transportnih poti je vas v 70. letih 19. stoletja doživela hitro rast in postala trgovinski center. Po izgradnji železnice med Habarovskom in Vladivostokom (zdaj del Transsibirske železnice) se je njena vloga še povečala in leta 1898 je dobila status mesta ter se preimenovala v Nikolsk-Ussurijski (Нико́льск-Уссури́йский).
Na začetku 20. stoletja je imelo mesto 15.000 prebivalcev, letni prihodki njegovih trgovinskih podjetij pa so znašali 3 mio rubljev. Po rusko-japonski vojni 1904–1905 je Nikolsk-Ussurijski postal en najpomembnejših poslovnih in ekonomskih centrov Ruskega Daljnega vzhoda. Leta 1913 je bilo mesto po prebivalstvu na četrtem mestu za Vladivostokom, Blagoveščenskom in Habarovskom.